# Van Boecop

Familiewapen van Van Boecop

Van Boecop (ook: t(h)oe Boecop) was een Nederlands oud-adellijk geslacht dat in 2002 is uitgestorven.

## Geschiedenis
Het geslacht vond zijn oorsprong in het scholtambt van Epe in de Emstermark. De geregelde stamreeks van dit oude Gelderse adellijke geslacht vangt aan met Bertram(us) de Boecope die vermeld wordt tussen 1320 en 1357. In 1393 kreeg Arent thoe Boecop de opdracht van de hertog van Gelre om de stad Elburg te stichten. Sindsdien speelden verschillende familieleden een belangrijke rol in het bestuur van deze stad. Vanaf 1822 werden leden van de familie Van Boecop erkend te behoren tot de Nederlandse adel met de titel van baron. Het geslacht stierf in 2002 uit met drs. Arent baron van Boecop (1928-2002).

## Enkele telgen
Warner Franciscus van Boecop, heer van Broeckhuysen (-1775), luitenant
- Henricus Justus Michael van Boecop (1744-1812), luitenant-kolonel genie
  - Cornelis Gerardus Iman baron van Boecop (1781-1841), generaal-majoor
- Lodewijk Theodorus Johannes baron van Boecop (1750-1830), generaal-majoor
  - Ludovicus Theodorus Franciscus Wernardus baron van Boecop (1795-1866), kolonel
    - Louis Théodore Jean Alexandre baron van Boecop (1821-1890), luitenant-kolonel
      - Louise Théodore Françoise Wernardine barones van Boecop (1853-1923); trouwde in 1875 met jhr. Marinus Willem Cornelis van den Brandeler (1849-1922), generaal-majoor titulair infanterie
      - Caroline Pauline Elisabeth Alexandrine Henriette barones van Boecop (1855-1926); trouwde in 1882 met ir. Daniel Jan Steyn Parvé (1854-1917), hoofd-ingenieur-directeur van Rijkswaterstaat, lid van de familie Parvé
      - Pauline Gijsbertine Marie Jeanne Micheline barones van Boecop (1858-1946); trouwde in 1882 met prof. dr. Marten Edsge Mulder (1874-1928)

  - Henricus Justus baron van Boecop (1799-1874), kapitein infanterie
    - Louis Theodore Henri baron van Boecop (1858-1940), kapitein infanterie
      - mr. Frédéric Henri Juste baron van Boecop (1899-1971), lid gemeenteraad van Kampen
        - drs. Arent baron van Boecop (1928-2002), directeur Stichting Schooladviescentrum, laatste telg van het oud-adellijke geslacht Van Boecop

### Andere telg
- Anna Katharina Constantia van Boecop
- Mechtelt toe Boecop, kunstschilderes en hoofd van de Kamperse school,uit de 16e eeuw